# 興仁之門
- 關於上海交通大学闵行校区的东大门，請見「东大门 (上海交通大学闵行校区)」。
- 關於華東師範大學中山北路校區的东大门，請見「東大門 (華東師範大學中山北路校區)」。
- 關於北京大學東大門的地鐵站，請見「北京大学东门站」。
- 關於別稱「西九東大門」的香港一所戲曲表演場地，請見「戲曲中心」。

興仁之門（韓語：흥인지문），通稱東大門（동대문），是位於韓國首爾特別市鐘路區的一座城門，於1396年落成（太祖5年），於1963年1月21日被評定為韓國第一號寶物（並非韓國第一號國寶，韓國第一號國寶是崇禮門），其周圍設有24小時運作的商業購物區東大門市場及东大门设计广场。

## 歷史
興仁之門是漢城早年四度城門之一，落成於1396年朝鮮王朝時代，並於1453年（端宗元年）及1869年（高宗6年）進行過大型的修復工程。日治時期，朝鮮總督府於1934年主張將興仁之門定為寶物2號。興仁之門所在地原屬於東大門區，因為行政區域之調整，所在地現時屬於鐘路區。
此外，漢城四度城門和普信閣名字均按照儒學中的「仁義禮智信」思想及風水五行分別起名，它們分別被命名為興仁之門、敦義門、崇禮門及肅靖門（以「靖」代「智」）。四度城門中，敦義門、崇禮門及肅靖門這三度城門的名稱只有三個字。而興仁之門名稱有四個字，就是因為據風水命理，其所在地地氣比其他城門的所在地弱所致。

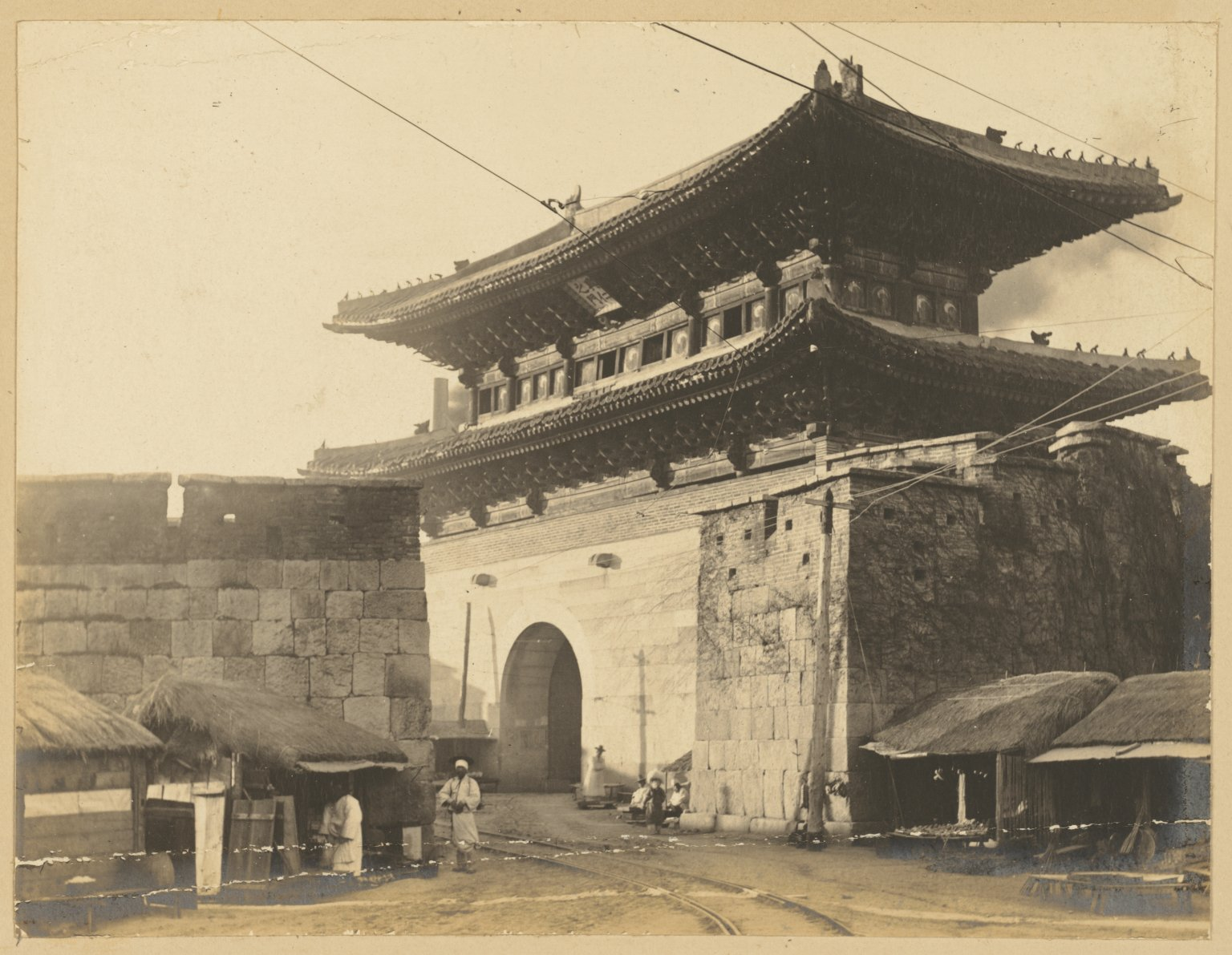
大门侧面，1904年摄
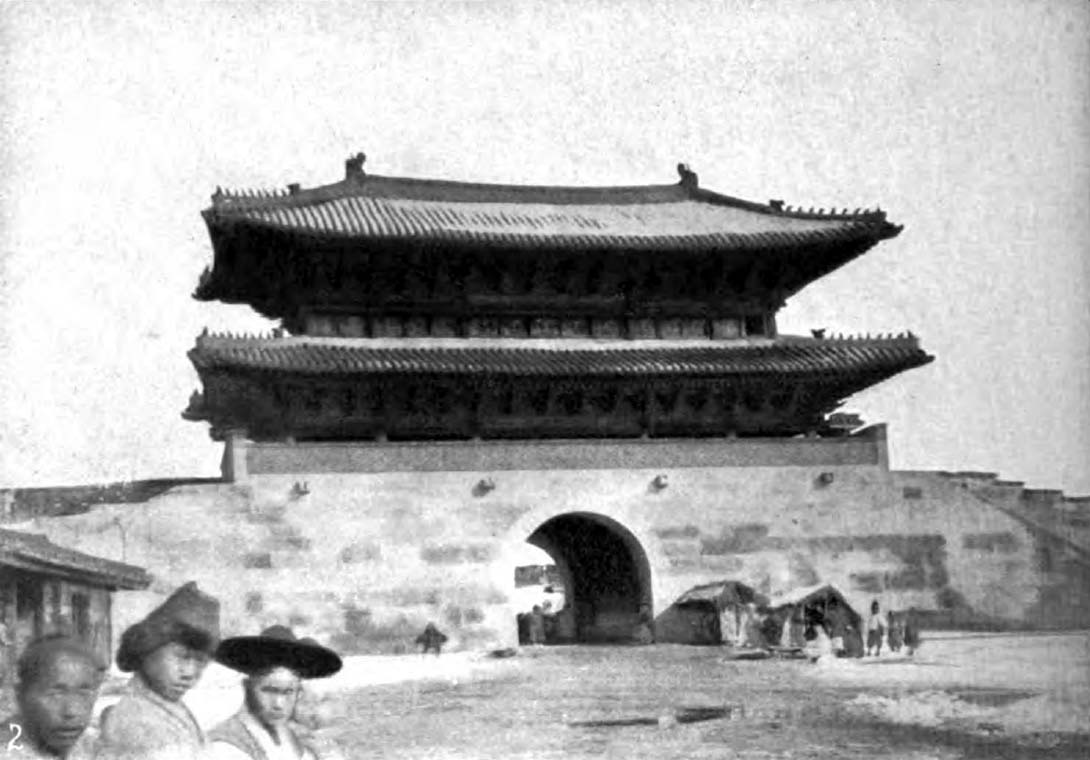
興仁之門（1920年前）
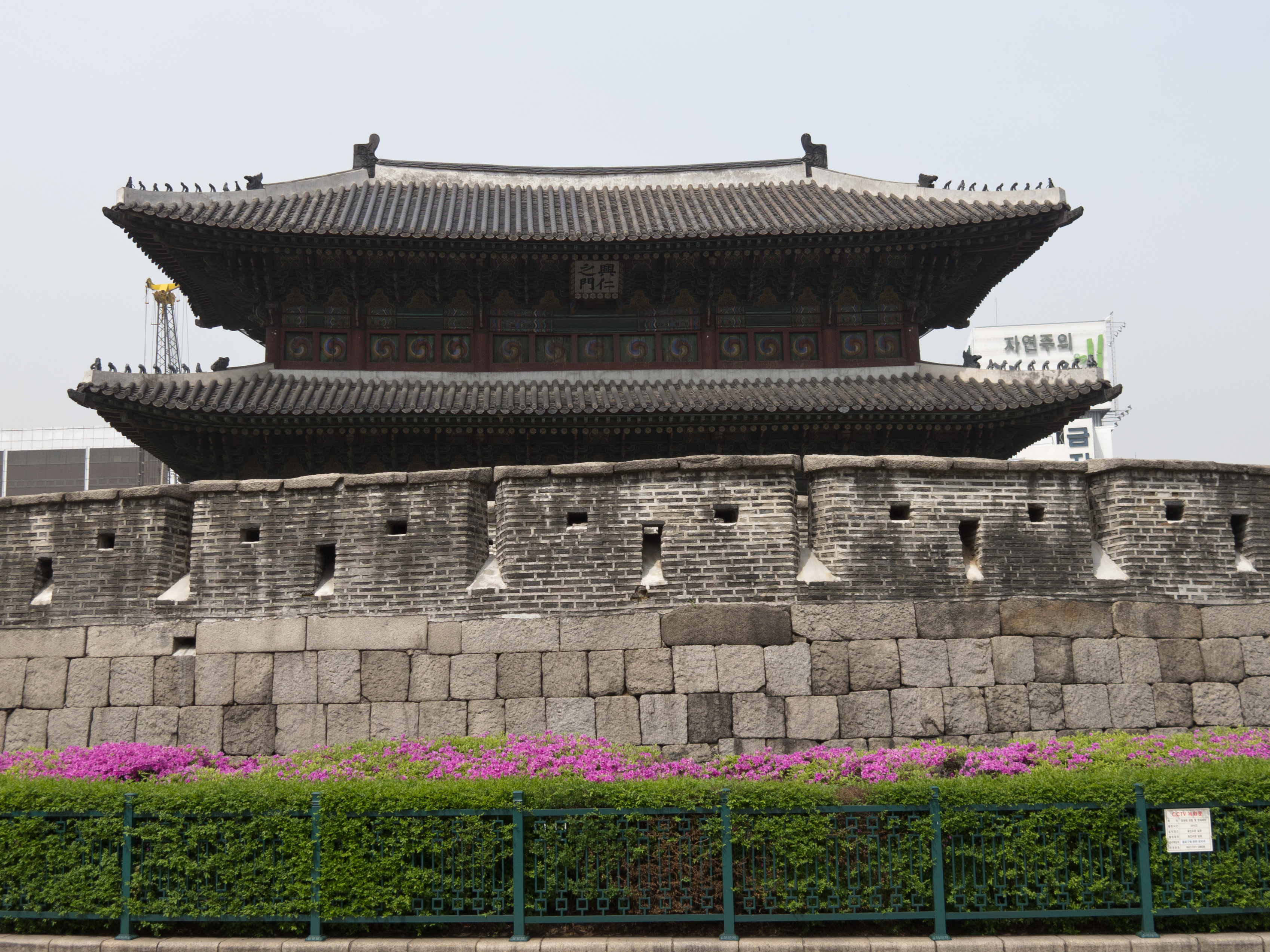
興仁之門（2012年5月）
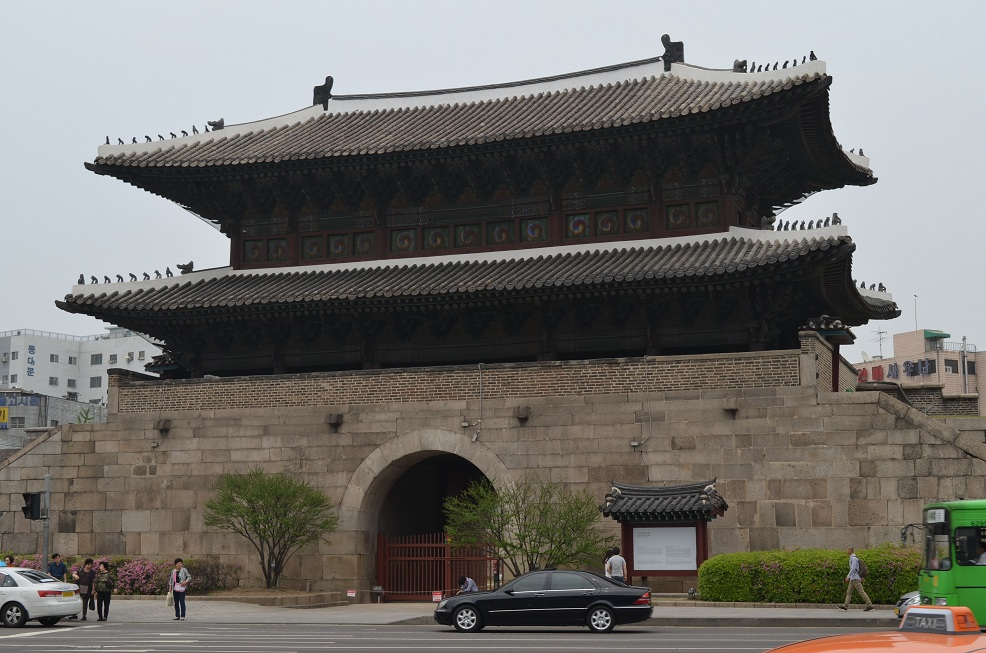
興仁之門（2012年5月）
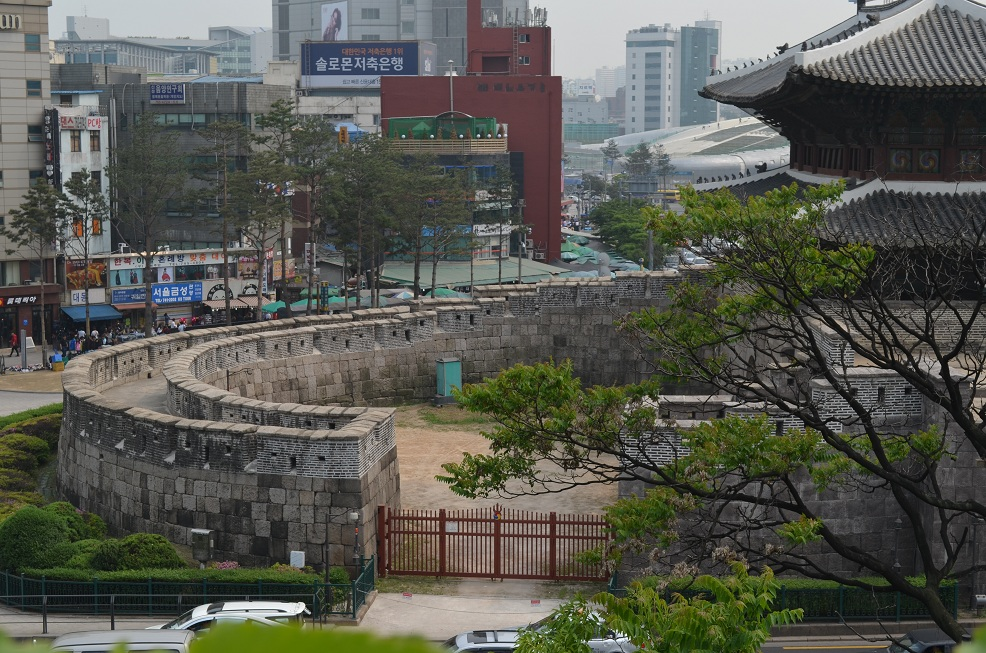
興仁之門甕城（2012年5月）

## 交通
- 東大門站－首爾地鐵1號線、4號線

## 外部連結
- 興仁之門介紹 - 文化財產廳
- 東大門購物中心 （页面存档备份，存于）
- 首尔文化网-興仁之門介紹[永久]
- （英文）首爾購物區介紹 （页面存档备份，存于）